# Alkoholgesetz (Schweiz)
Das Bundesgesetz über die gebrannten Wasser (Alkoholgesetz, SR 680) vom 21. Juni 1932 ist ein schweizerisches  Gesetz, welches die Herstellung, den Vertrieb, den Erwerb und die Konsumation alkoholhaltiger Getränke regelt. Es stützt sich auf Artikel 105 sowie auf Artikel 131 Absatz 1 Buchstabe b und Absatz 3 der Bundesverfassung ab.
Für den Vollzug ist das Bundesamt für Zoll und Grenzsicherheit (BAZG) zuständig.

## Gesetzesinhalt
Das Alkoholgesetz ist anwendbar auf Getränke, die Ethanol in jeder Form und ohne Rücksicht auf die Art ihrer Herstellung enthalten (sog. Spirituosen). Ebenfalls in seinen Geltungsbereich fallen Weine mit einem Alkoholgehalt von über 18 Volumenprozent (beispielsweise Wermut, Süssweine, Weinspezialitäten) sowie Alcopops. Andere alkoholische Getränke (beispielsweise Bier, Wein oder Obstwein) werden nicht durch das Alkoholgesetz, sondern durch das schweizerische Lebensmittelgesetz (SR 817.0) geregelt.
Das Bundesgesetz regelt die Herstellung und den Handel von Spirituosen sowie ihre Besteuerung. Zusätzlich enthält es Bestimmungen zur Einfuhr und den Vertrieb von Ethanol. Sowohl für die Herstellung von Spirituosen wie auch für die Herstellung und den Import von Ethanol hat der Bund ein Monopol.

## Geschichte
Das erste Alkoholgesetz stammt aus dem Jahre 1887. In erster Linie wurde die Produktion von Kartoffelschnaps geregelt. Auslöser hierfür war die so genannte Kartoffelschnapspest. Erst ab 1932 wurden alle gebrannten Wasser im Alkoholgesetz berücksichtigt. Zusätzlich wurde ab 1949 die alkoholfreie Verwertung von Obst und Kartoffeln gefördert.
1997 wurde das Alkoholgesetz einer weiteren grundlegenden Revision unterzogen. Der Markt wurde liberalisiert und der Einheitssteuersatz wurde eingeführt. Weiter wurde für das Schweizer Gewerbe Erleichterungen in der Produktion erlassen. Zudem wurde die alkoholfreie Obst- und Kartoffelverwertung neu in die Agrarpolitik integriert.
Anfang 2018 wurde die Eidgenössische Alkoholverwaltung (EAV) in das BAZG integriert.
Das Alkoholgesetz gilt mit kleinen Ausnahmen auch in Liechtenstein.

## Teilrevision des Alkoholgesetzes (2016)
Nach dem Scheitern der Totalrevision des Alkoholgesetzes im Dezember schlug der Bundesrat eine Teilrevision in zwei Schritten vor.
Die erste Teilrevision wurde Anfang 2016 initiiert und beinhaltet die nicht umstrittenen organisatorischen Aspekte der Totalrevision: die Integration der EAV in die Eidgenössische Zollverwaltung (EZV), die Privatisierung von Alcosuisse und die Liberalisierung des Ethanolmarktes. Die eidgenössischen Räte verabschiedeten das teilrevidierte Gesetz ohne Änderungen anlässlich der Herbstsession 2016. Die Inkraftsetzung erfolgt schrittweise in den Jahren 2017 und 2018. Die Liberalisierung des Ethanolmarktes findet voraussichtlich Ende 2018 statt.

## Gescheiterter Versuch einer Totalrevision (2008–2015)

### Ausgangslage
Das Alkoholgesetz gehört zu den ältesten Gesetzen des Bundes. Trotz mehrerer Teilrevisionen wird es den heutigen gesellschaftspolitischen und wirtschaftlichen Realitäten nicht mehr gerecht:
- Die Kartoffelschnapspest des 19. bzw. 20. Jahrhunderts ist längstens einem grossmehrheitlich verantwortungsbewussten Umgang mit Alkohol gewichen.[6]
- Die einheimische Spirituosenproduktion ist im Schwinden begriffen. In den letzten 30 Jahren reduzierte sich ihr mengenmässiger Anteil am Schweizermarkt von über 80 Prozent auf rund 13 Prozent bzw. 3 Prozent des Marktes mit alkoholischen Getränken.[7]
- Ethanol wird seit 2008 in der Schweiz nicht mehr hergestellt.

Mit der neuen Bundesverfassung hat sich auch die rechtliche Ausgangslage verändert: Heute ist der Bund nicht mehr verpflichtet, Massnahmen zur Reduktion des Imports und der Produktion von Spirituosen und Ethanol zu treffen. Art. 105 der neuen Bundesverfassung verpflichtet nur noch, den schädlichen Wirkungen des Alkohols Rechnung zu tragen.

### Ziele
Die Totalrevision des Alkoholgesetzes soll eine wichtige Voraussetzung für eine erhöhte Effizienz und Effektivität der eidgenössischen Alkoholpolitik schaffen. Insbesondere sollen die folgenden drei Ziele erreicht werden:
1. Liberalisierung des Ethanol- und Spirituosenmarktes
2. Optimierung des Steuer- und Kontrollsystems
3. Optimierung der Gesetzessystematik

### Vernehmlassung (2010)
Der Bundesrat hat am 30. Juni 2010 die Vernehmlassung zur Totalrevision des Alkoholgesetzes eröffnet. Er legte zwei Gesetzesentwürfe vor:
- Das Spirituosensteuergesetz (SStG) soll die Erhebung und Kontrolle der auf Spirituosen und Ethanol zu Konsumzwecken erhobenen Verbrauchssteuer regeln.
- Das (neue) Alkoholgesetz (AlkG) soll die in verschiedenen Gesetzen geregelten, für alkoholische Getränke geltenden Handels- und Werbebestimmungen zusammenfassen und unter einheitliche Vollzugszuständigkeit stellen.

Insgesamt 183 Stellungnahmen gingen zwischen Anfang Juli und Ende Oktober 2010 bei der federführenden EAV ein.
Der Entwurf des Spirituosensteuergesetzes stiess auf eine breite Zustimmung. Demgegenüber fand das Alkoholgesetz wohl Zustimmung bei den Kantonen und Gemeinden, erntete aber Kritik seitens der Wirtschaft, die die Massnahmen als zu weitgehend beurteilte und eine fehlende Verfassungsgrundlage für die Regulierung des Verkaufs von Bier und Wein geltend machte. Vertreter der Prävention begrüssten ihrerseits zwar die Stossrichtung des neuen Alkoholgesetzes, erachteten die vorgeschlagenen Massnahmen jedoch als zu wenig weitgehend und wurden dabei von diversen Kantonen unterstützt.

### Botschaft (2012)
Unter Berücksichtigung der Ergebnisse aus der Vernehmlassung hat der Bundesrat am 25. Januar 2012 die Botschaft zur Totalrevision des Alkoholgesetzes verabschiedet. Er unterbreitete den Eidgenössischen Räten zwei Gesetzesentwürfe: das Spirituosensteuergesetz und das Alkoholhandelsgesetz.
Drei Monopole – Herstellung und Einfuhr von Ethanol sowie Herstellung von Spirituosen – sowie 41 der 43 staatlichen Bewilligungen sollen aufgehoben werden. Gezielte und mit den internationalen Abkommen vereinbare Steuererleichterungen sollen die Branche entlasten (Abzüge für Herstellungs-, Verarbeitungs- und Lagerverluste, Steuerstaffelung für Kleinsthersteller, Steuerbefreiung für spirituosenhaltige Nahrungsmittel).
Im Bereich der Werbung sollen die die Beschränkungen für Spirituosenwerbung leicht gelockert werden, Lifestyle-Werbung bleibt jedoch weiterhin untersagt.
Durch die Bestätigung des gesetzlichen Mindestalters für die Abgabe alkoholischer Getränke (18 Jahre für Spirituosen, 16 Jahre für Bier und Wein), die Schaffung einer gesetzlichen Grundlage für die Durchführung von Testkäufen und das Verbot, alkoholische Getränke an Minderjährige weiterzugeben, sollen Jugendschutzbestimmungen wirkungsvoller umgesetzt werden können. Die Harmonisierung des sogenannten Sirupartikels auf Bundesebene verpflichtet die Ausschankbetriebe zum Angebot dreier alkoholfreier Getränke, die billiger als das günstigste alkoholische Getränk gleicher Menge sind. Diese Vorschrift soll nicht nur den Konsum alkoholfreier Getränke fördern, sondern auch den Ausschank von Alkoholika zu Tiefstpreisen einschränken.
Als gezielte Massnahme gegen neue Brennpunkte schlägt der Bundesrat die Einführung eines „Nachtregimes“ im Alkoholverkauf vor: Von 22 Uhr bis 6 Uhr soll im Detailhandel kein Alkohol mehr gekauft werden können und in den Ausschankbetrieben keine Lockvogelangebote mehr möglich sein. Wie bis anhin sollen Lockvogelangebote für Spirituosen generell verboten bleiben.
Um den regionalen Unterschieden Rechnung zu tragen, sind diese Massnahmen als eidgenössischer Standard gedacht, der bei Bedarf von den Kantonen ergänzt werden kann.
Nach Aufhebung des Einfuhrmonopols auf Ethanol soll Alcosuisse, das Profitcenter der EAV, privatisiert werden. Der verbleibende Teil der EAV wird, unter Verzicht auf die rechtliche Selbständigkeit, in die Eidgenössische Zollverwaltung EZV integriert und bleibt als Organisationseinheit für die Durchsetzung der Alkoholpolitik und Alkoholmarktaufsicht bestehen.

### Parlamentarische Beratung (2013–2015)
Die parlamentarische Beratung der Totalrevision des Alkoholgesetzes begann am 15. Januar 2013 in der Kommission für Wirtschaft und Abgaben des Ständerats (Erstrat).
Die Vorlage wurde im Differenzbereinigungsverfahren anlässlich der Wintersession 2015 abgeschrieben.
Vor der Abschreibung der Totalrevision bestanden zwischen den beiden Räten folgende drei Differenzen:
- Steuersystem: Im Gegensatz zum Ständerat befürwortete der Nationalrat diverse Entlastungsmassnahmen für die inländische Spirituosenbranche, unter anderem die Einführung einer Fehlmengenregelung, einer 30-%-Steuerreduktion für Jahresproduktionen bis 1000 Liter reinen Alkohols (L.r.A.) sowie ausserfiskalische Fördermassnahmen.
- Steuersatz: Der Ständerat wollte den aktuellen Satz von 29 Franken je Liter reinen Alkohols beibehalten. Der Nationalrat hielt an der Erhöhung auf 32 Franken fest.
- Alkoholverkäufe: Der Ständerat befürwortete ein Verkaufsverbot für den Detailhandel zwischen 22 und 6 Uhr. Der Nationalrat war gegen ein solches Verbot.